# Култура на Хърватия
Хърватската култура е огледало на многовековна история. Географското положение на страната способства за амалгамата от различни културни течения. Тя се намира на кръстопът между западната и източна култура. Територията на днешна Хърватия се е намирала на границата между Западната Римска империя и Византия.
През VII век хърватите се заселват в днешните си земи от Северна Европа заедно със славяните и аварите. Хърватите показват широк интерес към римското изкуство и култура, както и към християнските ценности.
Илирийското движение е най-важният период в културната история на страната. То оказва солидно влияние върху националноосвободителните движения в южнославянските земи. Людевит Гай се заема със създаването на нов хърватски правопис, който е приет с Виенския книжовен договор. Раждат се значими исторически фигури.

## Скулптура
Ограждането на олтара и прозорците на ранните средновековни църкви са силно декорирани с прозрачен, плитък орнамент като плетеница, който се нарича хърватска плетеница, тъй като нанизите се преплитат един върху друг. Понякога са изписвани на глаголица – ранното хърватско писмо. Впоследствие те са заменени от латински надписи по краищата на олтара и архитравите.
В романската архитектура има преход от хърватска плетеница към фигуративен релеф. Примери за нея са дървените врати на Сплитската катедрала, изработеви от Андрия Бувина и каменния портал на Трогирската катедрала от майстор Радован. Най-изящните примера за готически хуманизъм в Задар са от времената на Венецианската република – релефи от позлатен метал като в Арката на свети Симон от милански майстори.
Сред най-известните съвременни скулптури са Иван Мещрович и Антун Аугустинчич.

## Изобразително изкуство
Най-известният хърватски художник е Федерико Бенкович, живял и творил през по-голямата си част от живота си в Италия. В същото време на италианеца Франческо Роба се дължат голяма част от бароковите скулптури в Хърватия.
Готическите произведения не са толкова добре запазени. Най-изящните примери се намират на северозапад в Истрия като цикъла фрески на Винсент от Кастав в църквата Св. Богородица близо до Берам от 1474 г. Там, сред епизодите от живота на Исус Христос, се вижда и Танца на смъртта – популярна тема през Ренесанса. От тези времена са два от най-добре илюстрованите църковни ръкописи, изписани от монаси от Сплит – „Хвалс Сборник“ и „Мисъл на босненския дук Хрвойе Вукчич Хрватинич“.
Хърватският романтизъм в началото на XIX век се отличава със сантименталност и изтънченост. Влао Буковац донася духа на импресионизма от Париж, а по-късно оказва влияние на младите художници в страната. На Хилядолетното изложение в Будапеща вниманието е насочено именно към тях вместо към творците от Австро-Унгария.
Размирният XX век постоянно променя политическия курс на Хърватия, но не успява да промени съществено мястото ѝ като кръстопът на различни култури.

## Музика
Хърватската музика се влияе от централноевропейската (в централните и северните части на страната, както и в Славония) и средиземноморската (в крайбрежните региони Далмация и Истрия).
Поп и рок музиката са много популярни. Те често включват славонски и далматински фолклорни елементи. От средата на XX веки шлагерът и шансонът оформят гръбнака на хърватската популярна музика.

## Значими културни обекти
В Хърватия има седем обекта на световното културно и природно наследство на ЮНЕСКО:
- Епископският комплекс в историческия център на Пореч;
- Шибенишката катедрала „Св. Яков“;
- Старият град на Трогир;
- Диоклецианският палат в Сплит;
- Старият град на Дубровник;
- Плитвишките езера;
- Равнината Стари Град на остров Хвар, обработвана от древните гърци

## Архитектура
Най-старите запазени архитектурни примери в Хърватия са църкви от IX век, като най-голямата от тях е църквата „Св. Донатий“ в Задар. И римското влияние е най-силно в Далмация, където урбанизацията е най-обширна и има най-голям брой паметници. По крайбрежието архитектурата е средиземноморска със силно ренесансово влияние в основните градски части, най-добре изразени в творбите на венецианеца Джорджо да Шабенико и Николо Фиорентински.
Архитектурата отразява влиянието на съседните държави. Австро-унгарското влияние е видимо в публичните пространства и сграда в северните и централните части. Големи площади, носещи имената на национални герои, отлично поддържани паркове и пешеходни зони са характеристиките на тези подредени градове особено на места, където е налице бароково планиране, например Вараждин и Карловац.
В съвременната архитектура се усеща влиянието на ар нуво.